# Right to Know
Right to know (deutsch ‚Recht auf Information‘) ist nach Auffassung der UNESCO ein universelles Menschenrecht in der Wissensgesellschaft. Es wird abgeleitet aus Art. 19 der Allgemeinen Erklärung der Menschenrechte, der außer dem Recht auf Meinungsfreiheit auch das Recht umfasst, „über Medien jeder Art und ohne Rücksicht auf Grenzen Informationen und Gedankengut zu suchen, zu empfangen und zu verbreiten.“ In der Deklaration von Brisbane am Internationalen Tag der Pressefreiheit des Jahres 2010 ist es definiert als “the right of everyone to access information held by public bodies at all levels” (deutsch: „das Recht eines jeden auf freien Zugang zu amtlichen Informationen aller Art“). Es verwirklicht nicht nur die Meinungs- und Pressefreiheit, sondern auch eine umfassende politische Partizipation im digitalen Zeitalter. Außerdem soll es Transparenz schaffen, um Korruption zu bekämpfen. In der nationalen Gesetzgebung gewährleistet es unter anderem den Zugang zu Umweltdaten mit dem Ziel, das Recht auf Leben in einer gesunden Umwelt zu schützen.
Am 15. Oktober 2019 erklärte die Generalversammlung der Vereinten Nationen den 28. September zum Internationalen Tag des allgemeinen Informationszugang (englisch Right to know Day).
Das Konzept eines „Rechtes zu wissen“ gehört zu den Denkanstößen, die Rachel Carson in ihrem 1962 erschienenen Buch Der stumme Frühling gab.

## Europa

### Aarhus-Konvention
Um die Beteiligungsrechte der Zivilgesellschaft zu stärken, haben die Staaten der europäischen Region im Juni 1998 die Aarhus-Konvention beschlossen. Sie enthält Vorgaben über den Zugang zu Informationen, die Öffentlichkeitsbeteiligung an Entscheidungsverfahren und den Zugang zu Gerichten in Umweltangelegenheiten und wurde sowohl von der Europäischen Union als auch den EU-Mitgliedstaaten und einigen weiteren Staaten, darunter die Schweiz, ratifiziert.
Seit 1. Juli 2006 gilt in der Schweiz das Öffentlichkeitsgesetz, mit dem sich der Grundsatz der Geheimhaltung mit Öffentlichkeitsvorbehalt zum
Grundsatz der Öffentlichkeit mit Geheimhaltungsvorbehalt gewandelt hat.

### Tromsø-Konvention
Die Konvention des Europarats über den Zugang zu amtlichen Dokumenten (Tromsø-Konvention) ist das erste völkerrechtliche Instrument zur Anerkennung eines allgemeinen Rechts auf Zugang zu amtlichen Dokumenten der öffentlichen Verwaltung. Sie ist am 1. Dezember 2020 für zehn Mitgliedsstaaten des Europarates in Kraft getreten, welche die Konvention bis dahin gem. Art. 16 ratifiziert hatten (Bosnien und Herzegowina, Estland, Finnland, Litauen, Montenegro, Norwegen, Republik Moldau, Schweden, Ukraine und Ungarn).

### EU-Verträge
EU-Bürger haben Zugang zu Dokumenten der Organe, Einrichtungen und sonstigen Stellen der Europäischen Union, einschließlich Rechtstexten, amtlichen Dokumenten, Sitzungsprotokollen und Tagesordnungen. Nach Art. 10 Abs. 3 des Vertrags über die Europäische Union (EUV) haben alle Bürgerinnen und Bürger das Recht, am demokratischen Leben der Union teilzunehmen. Die Entscheidungen werden so offen und bürgernah wie möglich getroffen. Die Organe pflegen einen offenen, transparenten und regelmäßigen Dialog mit den repräsentativen Verbänden und der Zivilgesellschaft (Art. 11 Abs. 2 EUV). Nach Art. 15 Abs. 3 des Vertrags über die Arbeitsweise der Europäischen Union (AEUV) hat jeder Unionsbürger sowie jede natürliche oder juristische Person mit Wohnsitz oder satzungsgemäßem Sitz in einem Mitgliedstaat grundsätzlich das Recht auf Zugang zu Dokumenten der Organe, Einrichtungen und sonstigen Stellen der Union.
Die Organe gewähren öffentlichen digitalen Zugang zu ihren Dokumenten in Datenbanken und Registern.
Für die Staaten der Europäischen Union erkennt die Europäische Kommission das Recht, über Umweltgefahren Bescheid zu wissen, an. Sie liefert einen zentralen Zugang zu umfangreichen Informationen über einzelne Aufsichtsbehörden und Gesetze. Die Direktion für Umwelt der Europäischen Kommission und von der Europäischen Umweltagentur leisten Mediendienste zu diesen Informationen.

### Sekundärrecht der Europäischen Union

#### Transparenz

##### Zugang zu öffentlichen Dokumenten
Die Verordnung (EG) Nr. 1049/2001 über den Zugang der Öffentlichkeit zu Dokumenten des Europäischen Parlaments, des Rates und der Kommission und das in diesem Zusammenhang erlassene deutsche Informationsfreiheitsgesetz (IFG) von 2005 führten den allgemeinen und voraussetzungslosen Anspruch auf Zugang zu amtlichen Informationen des Bundes ein.
Einem österreichischen Informationsfreiheitsgesetz steht nach wie vor das Amtsgeheimnis entgegen. Das Auskunftspflichtgesetz von 1987 verpflichtet Bundesbehörden, Bürgern auf eine mündliche oder schriftliche Anfrage hin Auskunft zu gewähren, nur soweit eine gesetzliche Verschwiegenheitspflicht dem nicht entgegensteht, insbesondere das Amtsgeheimnis.

##### Transparenzregister
Die EU-Geldwäsche-Richtlinie sah als Instrument zur Bekämpfung der Geldwäsche die Errichtung eines elektronisch geführten Transparenzregisters vor, das für „alle Mitglieder der Öffentlichkeit“ auch ohne den Nachweis eines berechtigten Interesses einsehbar sein sollte. Damit sollte „eine größere Kontrolle der Informationen durch die Zivilgesellschaft (einschließlich Presse und zivilgesellschaftlichen Organisationen) ermöglicht und das Vertrauen in die Integrität der Geschäftstätigkeit und des Finanzsystems gestärkt“ sowie zu „Ermittlungen in Bezug auf Geldwäsche, damit zusammenhängende Vortaten und Terrorismusfinanzierung“ beigetragen werden. Mit Urteil vom 22. November 2022 entschied der Europäische Gerichtshof, dass diese Bestimmung mit Art. 7 und 8 der EU-Grundrechtecharta nicht vereinbar ist, weil sie das Recht auf Achtung des Privat- und Familienlebens und den Schutz personenbezogener Daten mehr als erforderlich einschränkt.

##### Lobbyregister
In einer interinstitutionellen Vereinbarung vom 20. Mai 2021 haben das Europäische Parlament, der Rat der Europäischen Union und die Europäische Kommission ein verbindliches Register über die Interessenvertretung in politischen, legislativen und administrativen Prozessen beschlossen. In Deutschland war bereits mit Gesetz vom 16. April 2021 die Einführung eines Lobbyregisters beschlossen worden. Eine verbesserte Transparenz könne illegitime Formen der Interessenvertretung oder Fälle von Korruption zwar nicht völlig verhindern, aber durch die Sicherstellung von Nachvollziehbarkeit und demokratischer Verantwortlichkeit solche Fälle zumindest erschweren und gleichzeitig eine bessere Grundlage für eine wachsame Öffentlichkeit bilden.

#### Umweltinformationen
Die Aarhus-Konvention, aber auch die Richtlinie 2003/4/EG (Umweltinformationsrichtlinie) bedürfen der Umsetzung in nationales Umweltrecht.
Den Zugang zu Informationen über die Umwelt sowie ihre Erhebung und Verbreitung gewährleistet in Deutschland das Umweltinformationsgesetz (UIG) von 2004 und die entsprechenden Landesgesetze sowie das Geologiedatengesetz. Die Bundesregierung veröffentlicht gem. § 11 UIG regelmäßig einen Umweltzustandsbericht.
Die Öffentlichkeitsbeteiligung war bereits in § 10 des Bundes-Immissionsschutzgesetzes (BImschG) und der Verordnung über das Genehmigungsverfahren (9. BImschV) geregelt, die mit dem Öffentlichkeitsbeteiligungsgesetz, dem Gesetz über die Umweltverträglichkeitsprüfung oder dem Umwelt-Rechtsbehelfsgesetz hinsichtlich des Zugangs zu Gerichten noch ergänzt wurden.
Österreich setzte die Richtlinie 2003/4/EG mit dem Umweltinformationsgesetz von 2004 um.

#### Schadstoffregister
Mit Verordnung vom 18. Januar 2006 wurde ein europäisches Schadstoffemissionsregister (E-PRTR) in Form einer öffentlich zugänglichen elektronischen Datenbank geschaffen, um die Beteiligung der Öffentlichkeit bei umweltrelevanten Entscheidungen zu unterstützen. Das E-PRTR löste das European Pollutant Release and Transfer Register (EPER) ab, das auf Art. 15 Abs. 3 der IVU-Richtlinie von 1996 basiert hatte. Das EPER sollte das Umweltbewusstsein der Öffentlichkeit stärken, indem der Zugang zu Informationen im Umweltbereich ermöglicht wurde.
In Deutschland stellt das Umweltbundesamt seit Juni 2009 das Schadstofffreisetzungs- und -verbringungsregister im Internet zur Verfügung.

## Vereinigte Staaten

### Informationsfreiheit

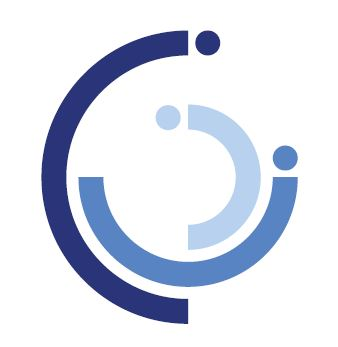
Logo der Freedom of Information Foundation, Texas

Zwar gewährleistet die Verfassung der Vereinigten Staaten kein allgemeines Recht auf Information,
der Freedom of Information Act (FOIA) von 1967 gewährt US-Bürgern jedoch einfachgesetzlich das Recht, von der Bundesregierung und ihren Organen (each agency) Informationen und Unterlagen zu verlangen, insbesondere bislang geheime Akten und Dokumente, soweit die Sicherheitsinteressen der USA die Freigabe zulassen.
Das Gesetz umfasst die Bundesministerien und die ihnen zugeordneten Bundesbehörden, jedoch nicht den Kongress, die Bundesgerichte, die Regierungen der Außengebiet der Vereinigten Staaten, die politischen Parteien und das Militär. Die Auskünfte sind gebührenpflichtig.

### Right to Know
Unter der Bezeichnung Right to Know Laws (RTKL) werden Rechtsvorschriften zusammengefasst, die Industrieunternehmen verpflichten, gegenüber der Belegschaft und den kommunalen Behörden ihre im Produktionsprozess verwendeten Gefahrstoffe und Emissionen offenzulegen. Dabei geht es sowohl um den betrieblichen Gesundheitsschutz der Arbeitnehmer und das Umweltrisikomanagement als auch die Verhütung von Gefahrgut- und Chemieunfällen.
Die Begriffe „Right to know Law“ und „Freedom of Information Law“ werden nicht klar unterschieden und zum Teil synonym verwendet.

#### Informationsrecht von Arbeitnehmern
Zunächst bestand eine freiwillige Selbstverpflichtung von Unternehmen, Informationen über Gefahrstoffe sowohl der eigenen Belegschaft als auch den kommunalen Behörden bereitzustellen. Bestimmte Kennzeichnungsplichten wurden mit Federal Hazardous Substances Labeling Act in Art. 16 des Code of Federal Regulations (CFR) dann obligatorisch.
1970 wurde mit dem Occupational Safety and Health Act die Occupational Safety and Health Administration geschaffen, die unter anderem Sicherheitsdatenblätter (Material safety data sheets MSDS) entwickelte, auf denen die Unternehmen detaillierte Informationen zur Zusammensetzung, spezifischen Gesundheitsgefahren, dem sicheren Umgang sowie medizinischen Notfallmaßnahmen für die einzelnen Gefahrstoffe angeben mussten. Außerdem wurden die Unternehmen zu entsprechenden Unfallverhütungsmaßnahmen verpflichtet.

#### Öffentlicher Zugang zu Umweltdaten
Der Emergency Planning and Community Right-to-Know Act EPCRA von 1986 führte umfangreiche Berichtspflichten für Unternehmen gegenüber der United States Environmental Protection Agency (EPA) über die Freisetzung und den Transfer toxischer Chemikalien ein. Die gewonnenen Informationen werden im öffentlich zugänglichen Schadstoffemissionsregister Toxic Release Inventory (PRI) zusammengefasst. Die zuständigen Behörden, die Gemeinden, die betroffenen Bürger und die Presse haben damit Zugang zu Informationen über potentielle Risiken, die von den in ihrem Bereich liegenden Unternehmen ausgehen. Für jeden der Stoffe, für den eine Berichtspflicht besteht, muss das Unternehmen ein umfangreiches Formular auszufüllen. Wenn ein Unternehmen nicht oder nicht wahrheitsgemäß berichtet, kann sowohl ein Bußgeld verhängt als auch durch Privatpersonen vor dem zuständigen District Court Klage erhoben werden, um das Unternehmen zur Erfüllung seiner Berichtspflichten zu verpflichten.

## Neuseeland
In Neuseeland eröffnet der Official Information Act von 1982 den Zugang zu allen amtlichen Informationen, sofern nicht höhere staatlichen Interessen entgegenstehen.